# Oospila longiplaga
Oospila longiplaga là một loài bướm đêm trong họ Geometridae.